# Stazione di Lido di Classe-Lido di Savio
Stazione di Lido di Classe-Lido di Savio vasútállomás Olaszországban, Ravenna településen.

## Vasútvonalak
Az állomást az alábbi vasútvonalak érintik:
- Ferrara–Rimini-vasútvonal

## Kapcsolódó állomások
A vasútállomáshoz az alábbi állomások vannak a legközelebb:
- Stazione di Classe
- Stazione di Cervia-Milano Marittima